# Cryptotis brachyonyx
Cryptotis brachyonyx là một loài động vật có vú trong họ Chuột chù, bộ Soricomorpha. Loài này được Woodman mô tả năm 2003.